# کالکزیکو (کالیفرنیا)
کالکزیکو (به انگلیسی: Calexico) شهری در شهرستان ایمپریال ایالت کالیفرنیا است که در سرشماری سال ۲۰۱۰ میلادی، ۳۸۵۷۲ نفر جمعیت داشته است.